# Sère-Rustaing
Sère-Rustaing är en kommun i departementet Hautes-Pyrénées i regionen Occitanien i sydvästra Frankrike. Kommunen ligger i kantonen Trie-sur-Baïse som tillhör arrondissementet Tarbes. År 2022 hade Sère-Rustaing 128 invånare.

## Befolkningsutveckling
Antalet invånare i kommunen Sère-Rustaing
| Referens: INSEE |